# 이성재 (1989년)
이성재(1989년 5월 5일 ~)는 대한민국 전직 카운터-스트라이크 프로게이머이며, 위메이드 폭스CS 소속이었다. 아이디는 bail을 사용한다. 2011년 8월 22일 위메이드 폭스 해체 이후 원래 팀스폰서인 프로젝트kr 로활동하다가 2012년초 스페인프로게임단인 RedCode팀 의후원을 받으면서 활동하다가 그해 6월 28일 국가의 부름을받고 군입대를 했다

## 수상 경력
- 2010.11 IEF 2010 3위
- 2010.11 WEM2010 우승
- 2010.08 WCG2010 국가대표 선발전 우승
- 2010.08 e스타즈 2010 킹오브더게임 준우승
- 2010.04 카스온라인 동아시아대회 우승
- 2010.02 ESL S4 Asia Championship Finals 우승
- 2009.11 실내아시아경기대회 e스포츠부문 금메달
- 2009.10 ESL 인텔 익스트림 마스터즈 시즌 4 3위
- 2009.09 GameGune 2009 준우승
- 2009.07 e-Stars Continental Cup East 승
- 2009.07 e-Stars King of the Game 준우승
- 2009.05 DTS-CUP 준우승
- 2009.03 Inter Extreme Masters Global Final 5~6위
- 2009.01 Inter Extreme Asia Masters 2위
- 2008.11 World Cyber Games 3위
- 2008.10 Wrold E-sports Masters 3위
- 2008.09 IEF Korea Qualify Tournament 우승
- 2008.08 ESWC Grand Final 2위
- 2008.07 WCG Korea Qualify Tournament 우승
- 2008.07 이스타즈 서울 2위
- 2008.07 ESWC Masters 5~8위
- 2007.08 우승 WCG2007 한국대표선발전
- 2007.08 우승 CGS 한국국가대표선발전 CS:S
- 2007.06 IEF2007 중국대표선발전 초청전 참가
- 2007.06 우승 ESWC2007 한국대표선발전
- 2007.06 우승 KCSL Elite Season 우승
- 2007.05 우승 XPEED FPSGAME LEAGUE
- 2007.03 3위 Razer 배 카운터스트라이크 리그
- 2007.03 2006 대한민국 e스포츠 대상 올해의 카스팀
- 2007.03 준우승 Kespa Cup 카운터스트라이크 리그
- 2006.12 6위 CPL winter champion ship
- 2006.11 준우승 CPL KOREA
- 2006.10 5~8위 WCG 2006 Grand Final 5~8th
- 2006.09 3위 IEF Grand final
- 2006.08 우승 WCG 2006 한국대표선발전
- 2006.07 우승 IEF 2006 한국국가대표선발전
- 2006.07 우승 MIL WEF2006 한국국가대표 선발전
- 2006.06 우승 dynamic KOREA 이스포츠 홍보대사 한국대표
- 2006.05 4강 MIL ESWC2006 한국국가대표 선발전
- 2006.05 우승 MIL CPL2006 summer 한국국가대표 선발전
- 2006.05 3위 WEG 2006 Master